# ルシアン・プルヴァマチャ
ルシアン・プルヴァマチャ（Lucien Pulvermacher、1918年4月20日 - 2009年11月30日）は、アメリカ合衆国出身のヨハネ・パウロ2世及びベネディクト16世期の対立教皇。

## 略歴
1942年、24歳の時にカプチン騎士団に入団し、ルシアンと名乗った。 その後、5年後の1946年にカトリック司祭に叙階された。 当初はミルウォーキーの教区に配属されていたが、1948年に日本の琉球列島に送られた。 1948年から1970年まで、沖縄を含む琉球列島でカプチンとしてのキャリアの大部分を過ごした。 1970年に日本からオーストラリアのクイーンズランド州に移り、1962年から1965年にかけての第2バチカン公会議に続いて幻滅するまで布教活動を続けた。1998年より死去するまで当時のローマ教皇ヨハネ・パウロ2世及びベネディクト16世の対立教皇となり、自ら「ピウス13世」と称した。